# Cromato de zinco
Cromato de zinco, é um composto inorgânico de fórmula química ZnCrO4. Apresenta-se na forma de pó amarelo inodoro ou cristais verde-amarelados. 